# Стюарт Пірсон
Стюарт Пірсон (англ. Stuart Pearson, нар. 21 червня 1949, Кінгстон-апон-Галл) — англійський футболіст, що грав на позиції нападника. По завершенні ігрової кар'єри — тренер.
Виступав за клуби «Галл Сіті», «Манчестер Юнайтед» та «Вест Гем Юнайтед», а також національну збірну Англії.

## Клубна кар'єра
Пірсон почав кар'єру в «Галл Сіті», перейшовши в клуб в травні 1966 року в статусі любителя, одночасно працюючи в місцевій телефонній компанії. У 1968 році він підписав з «тиграми» професійний контракт, де він повинен був замінити легендарного Кріса Чілтона, найкращого бомбардира в історії «Галла». Починаючи з лави запасних, Пірсон поступово витіснив Чілтона зі складу, ставши основним нападником клубу. Загалом у рідному клубі Пірсон провів шість сезонів, взявши участь у 129 матчах Другого дивізіону і був одним з головних бомбардирів команди, маючи середню результативність на рівні 0,65 голу за гру першості. Талановитим форвардом зацікавився «Манчестер Юнайтед», який в 1974 році придбав Пірсона за 200 000 фунтів.
«Манчестер Юнайтед» придбав Пірсона після закінчення сезону 1973/74, за результатами якого «червоні дияволи» вилетіли в Другий дивізіон. Клубу був потрібний нападник, який міг приносити результат. У сезоні 1974/75 Пірсон виправдав очікування керівництва клубу і вболівальників, забивши 17 м'ячів у Другому дивізіоні, а «Юнайтед» виграв чемпіонат і повернувся в Перший дивізіон. Пірсон, який отримав на «Олд Траффорд» прізвисько «Панчо», відзначав свої голи, піднімаючи над головою праву руку зі стисненим кулаком. Пірсон продовжував грати за «Юнайтед» класичного центрфорварда, і саме йому адресувалася більша частина передач гравців команди, від воротаря Алекса Степні до Гордона Гілла.
У 1977 році він допоміг «„червоним дияволам“» виграти Кубок Англії, забивши один з голів у фінальному матчі проти «Ліверпуля» (2:1). Пірсон пропустив майже весь сезон 1978/79 через травму коліна, яка вимагала операції. Після його повернення в стрій Томмі Догерті запропонував Пірсону лише однорічний контракт, який не влаштував футболіста. в результаті Пірсон перейшов у «Вест Гем Юнайтед» в серпні 1979 року. Всього за «Манчестер Юнайтед» Пірсон провів 180 матчів і забив 66 голів.
Пірсон допоміг «молоткам» виграти Кубок Англії 1980 року: у фінальному матчі проти «Арсеналу» саме його простріл з правого флангу замкнув Тревор Брукінг, а «Вест Гем» здобув перемогу з рахунком 1:0. Свій останній матч за лондонський клуб Пірсон провів 2 лютого 1982 проти «Манчестер Сіті», після чого покинув клуб через травму коліна. Він більше не виступав на високому рівні, але грав за ряд клубів в ПАР і НАСЛ.

## Виступи за збірну
1976 року дебютував в офіційних матчах у складі національної збірної Англії. Протягом кар'єри у національній команді, яка тривала 3 роки, провів у формі головної команди країни 15 матчів, забивши 5 голів.

## Кар'єра тренера
Після завершення кар'єри гравця, Пірсон зайнявся тренерською роботою. У сезоні 1985/86 він працював у тренерському штабі «Стокпорт Каунті», а першій половині сезону 1986/87 був головним тренером клубу «Нортвіч Вікторія». У 1988 році він став асистентом головного тренера «Вест Бромвіч Альбіон», а в 1991 році був тимчасово виконуючим обов'язки головного тренера клубу після відставки Браяна Телбота, керуючи командою протягом шести матчів.
У 1992 році Пірсон покинув «Альбіон» і перейшов в «Бредфорд Сіті», де працював асистентом головного тренера з 1992 по 1994 роки. В останні роки він працював коментатором на «MUTV». В середині 2000-х перебрався до Іспанії.

## Титули та досягнення
- Володар Кубка Англії: 1976-77, 1979-80
- Володар Суперкубка Англії: 1977